# Kate del Castillo
Kate del Castillo Negrete Trillo (Ciutat de Mèxic, 23 d'octubre de 1972), més coneguda com a Kate del Castillo és una actriu mexicana. Coneguda mundialment per interpretar a Teresa Mendoza a La Reina del Sur (2011-2019). A l'edat de 19 años, Del Castillo es va fer coneguda pel seu paper protagonista en la telenovel·la Muchachitas per Televisa el 1991. Posteriorment, va continuar la seva carrera en cinema i televisió en Amèrica Llatina, interpretant papers protagonistes s telenovel·les, incloent Alguna vez tendremos alas (1997), La mentira (1998), Ramona (2000) i Bajo la misma piel (2003-04).

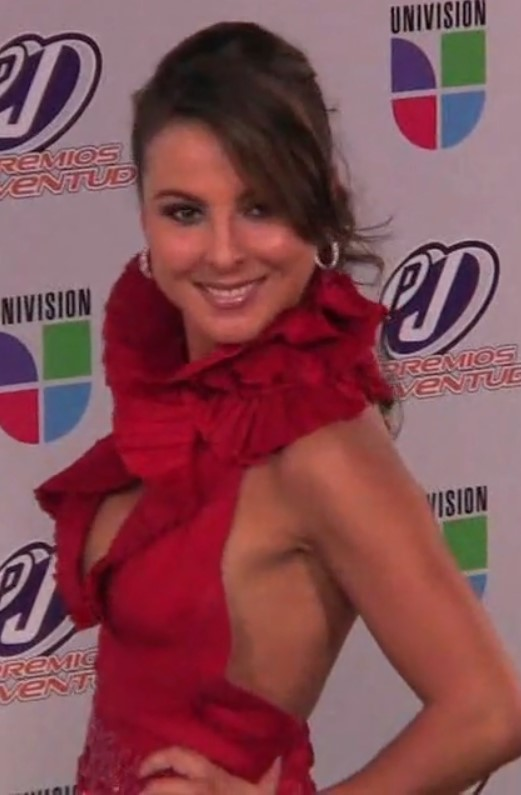
Kate del Castillo el 2008

El 2017 va protagonitzar la sèrie de drama polític de Netflix Ingobernable interpretant a la primera dama de Mèxic Emilia Urquiza. del Castillo va fer el seu debut en Hollywood interpretant un paper protagonista en la pel·lícula dramàtica de 2007 La misma Luna i després va aparèixer en papers secundaris en les pel·lícules No Good Deed (2014), Los 33 (2015), El Chicano (2019) i Bad Boys for Life (2020).

## Biografia
És filla d'Eric del Castillo i de Kate Trillo Graham; germana de la presentadora Verónica del Castillo. Viu a la ciutat de Los Ángeles, Califòrnia. Compta amb la nacionalitat estatunidenca des del 2015.

## Carrera

### Primeres obres
Del Castillo va fer el seu debut actoral en 1978 quan va participar en una pel·lícula anomenada The Last Escape. Es va fer coneguda en 1991 quan va interpretar a Leticia a Muchachitas, una telenovel·la que es transmet a diversos països d'Amèrica Llatina. A l'any següent va anar a protagonitzar Mágica juventud. Els seus altres papers protagonistes en la dècada de 1990 van ser en Azul (1996), la longeva Alguna vez tendremos alas (1997) i La mentira. El 1995 va aparèixer en el vídeo musical "Fuego de noche, nieve de día" de Ricky Martin.
A principis de la dècada de 2000 va protagonitzar les telenovel·les Ramona (2000), El derecho de nacer (2001) i Bajo la misma piel (2003-2004). En 2003 va fer el seu debut en la televisió estatunidenca interpretant un paper recurrent en la sèrie dramàtica de PBS American Family, protagonitzada per Edward James Olmos i Sônia Braga. En 2009 va tenir un paper recurrent en la comèdia dramàtica fosca de Showtime Weeds interpretant a Pilar Zuazo, una dona poderosa en la política mexicana. En 2002 i 2003 va realitzar una gira internacional al costat de l'actor argentí Saúl Lisazo amb l'obra Cartas de amor. En 2005 va protagonitzar al costat de Demián Bichir la pel·lícula de comèdia romàntica American Visa. El 2006, Del Castillo va protagonitzar la pel·lícula Bordertown que es va convertir en el seu primer paper a Hollywood. En 2007 va protagonitzar la pel·lícula dramàtica Bajo la misma luna dirigida per Patricia Riggen. La pel·lícula va recaptar $ 23,3 milions de dòlars contra un pressupost de $ 1,7 milions. També va protagonitzar diverses pel·lícules independents, com The Black Pimpernel (2007) i Julia al costat de Tilda Swinton.
El novembre de 2007, Del Castillo va ser nomenada una de les Estrelles de l'Any i en 2011 una de les 25 dones més influents i les 50 més belles per la revista People en Español. En 2009 va ser nomenada Ambaixadora de la Comissió Mexicana de Drets Humans i a l'any següent va ajudar a llançar la Campanya Cor Blau per a crear consciència i combatre el tràfic de persones.

### 2011-present
El 2011 va interpretar a Teresa "La Mexicana" Mendoza a la telenovel·la de Telemundo La reina del sur basada en una novel·la del mateix nom de l'autor espanyol Arturo Pérez-Reverte, un paper que va disparar la seva fama en Amèrica Llatina. Amb un pressupost de $10 milions de dòlars és la segona telenovel·la més cara mai produïda per Telemundo. osteriorment la sèrie va ser renovada per a una segona temporada que es va estrenar en 2019. Del Castillo va continuar la seva col·laboració amb Telemundo en 2015, protagonitzant Dueños del paraíso, telenovel·la que està inspirada en el narcotràfic de Miami en la dècada de 1970. També va aparèixer en diversos programes de televisió estatunidenques, inclosos CSI: Miami, Grimm i Dallas. El 2015, va tenir un paper recurrent com l'ex esposa de Rogelio de la Vega en la sèrie de comèdia de CW, Jane the Virgin.
El 20 de novembre de 2015 Del Castillo va llançar una nova marca de tequila anomenada Honor del Castillo en associació amb la Família Vivanco. S'exerceix com a portaveu de la marca. Del Castillo també ha aparegut en campanyes publicitàries de L'Oréal i Ford.
El 2012 va protagonitzar la pel·lícula mexicana Colosio: El asesinato que se centra en l'assassinat del candidat presidencial mexicà Luis Donaldo Colosio. A l'any següent, va protagonitzar la pel·lícula de drama carcerari estatunidenc K-11. En anys posteriors va aparèixer en moltes pel·lícules estatunidenques, inclosa la interpretació de l'ex d'Idris Elba en el thriller de 2014 No Good Deed, l'esposa de Antonio Banderas en el drama de supervivència a desastre Los 33, All About Nina (2018), El Chicano (2019) i Bad Boys for Life (2020). En 2017 va protagonitzar la sèrie de suspens polític de Netflix, Ingobernable interpretant a la fictícia primera dama de Mèxic, Emília Urquiza. La segona temporada es va estrenar el 2018.
El 2019, del Castillo va debutar a off-Broadway en la producció d'Audible Theatre de l'obra de Isaac Gomez The Way She Spoke. L'actuació li va valer nominacions als premis Drama Desk, Drama League i Lucille Lortel a la millor actriu principal en una obra de teatre convertint-la en la primera actriu mexicana a ser nominada a tres premis de teatre a Nova York.

## Vida personal

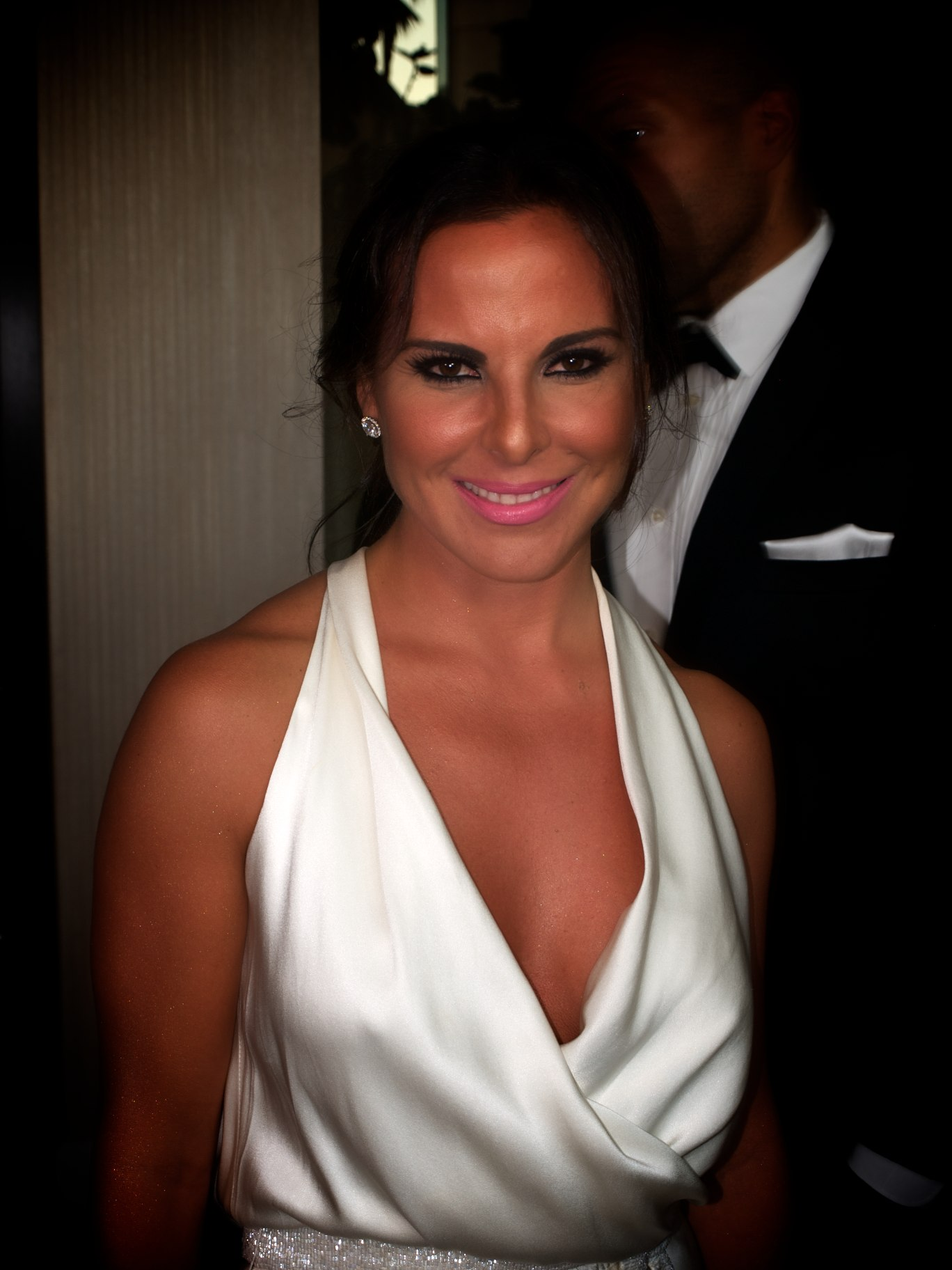
Del Castillo als Imagen Awards de 2012

### Relacions sentimentals
El 3 de febrer de 2001, es va casar amb el futbolista de la selecció nacional de Mèxic i conductor de televisió Luis García i es van divorciar l'1 de setembre de 2004. Va transcendir que el motiu del divorci va ser una acusació cap a l'exfutbolista, per violència intrafamiliar.
Va contreure segones núpcies el 29 d'agost de 2009 en Las Vegas, Nevada, amb l'actor, cantant i empresari mexicà Aarón Díaz, i va confirmar amb la cerimònia religiosa sota l'Església Episcopal a San Miguel de Allende (Mèxic) el 5 de setembre del mateix any. La parella es va divorciar el 2011.

### Amistat amb «El Chapo»
Abans i durant el mandat del president de Mèxic Enrique Peña Nieto, l'actriu s'ha distingit per la seva crítica de la tornada al poder del PRI. Com a mostra de tal censura es destaca una carta oberta, publicada en xarxes socials, en la qual insta al cèlebre narcotraficant Joaquín Guzmán Loera «El Chapo» a començar «a traficar amb el bé».
Al gener de 2016, el Govern federal de Mèxic va aconseguir recapturar a Guzmán Loera. Pocs dies després, l'actor estatunidenc Sean Penn va publicar un polèmic reportatge en la revista Rolling Stone, segons el qual Penn i del Castillo s'haurien reunit en privat amb Guzmán Loera a l'octubre de l'any anterior. Igualment va sortir a la llum que les autoritats mexicanes havien interceptat una conversa entre Guzmán Loera i del Castillo a través del servei de missatgeria BBM. Dies més tard, l'actriu va ser notificada per declarar.
La fiscalia de Mèxic la va investigar per presumpte rentat de diners del chapo Guzmán per a saber si va rebre fons del narcotraficant per a la marca de tequila Honor del Castillo o el rodatge d'una pel·lícula sobre la vida del narcotraficant.

### Fortuna
La fortuna de Kate del Castillo superaria els 10 miliones de dòlars dels Estats Units, segons el lloc web CelebrityNetWorth.

## Filmografia

### Televisió
| Any       | Títol                                | Personatge                             |
| --------- | ------------------------------------ | -------------------------------------- |
| 1991-1992 | Muchachitas                          | Leticia Bustamante                     |
| 1992-1993 | Mágica juventud                      | Fernanda Gutiérrez                     |
| 1994-1995 | Imperio de cristal                   | Narda Lombardo                         |
| 1996      | Azul                                 | Alejandra                              |
| 1997      | Alguna vez tendremos alas            | Ana Hernández López                    |
| 1998      | La mentira                           | Verónica Fernández-Negrete de Azúnsolo |
| 2000      | Ramona                               | Ramona Moreno Gonzaga                  |
| 2001      | El derecho de nacer                  | María Elena del Junco                  |
| 2002      | American Family                      | Ofelia                                 |
| 2003-2004 | Bajo la misma piel                   | Miranda Murillo Ortiz                  |
| 2009      | The Cleaner                          | Josefina                               |
| 2009      | Weeds                                | Pilar Zuazo                            |
| 2009      | El Pantera                           | Coco                                   |
| 2009      | Vidas cruzadas                       | Mariana                                |
| 2011      | La Reina del Sur                     | Teresa Mendoza                         |
| 2011      | CSI: Miami                           | Anita Torres                           |
| 2012      | Grimm                                | Valentina Espinosa                     |
| 2012      | Dallas                               | Sargento Marisela Ruiz                 |
| 2013      | Arranque de pasión                   | Ela Rivella                            |
| 2014      | Killer Women                         | Esmeralda Montero                      |
| 2015      | Dueños del paraíso                   | Anastasia Cardona                      |
| 2015      | Jane the Virgin                      | Luciana León                           |
| 2016      | Telenovela                           | Kate                                   |
| 2016      | La Revolución - La batalla de Celaya | Joaquina                               |
| 2016      | MRS. #ThisIsCollege                  | Caterina                               |
| 2017-2018 | Ingobernable                         | Emilia Urquiza                         |
| 2019      | La Reina del Sur 2                   | Teresa Mendoza                         |
| 2021      | Mr. Mayor                            | Victoria Santos                        |
| 2021      | Maya y los tres                      | Lady Micte                             |

### Cinema
- Hunting Ava Bravo (2022) ... Ava Bravo[30]
- Bad Boys for Life (2020) ... Isabel Aretas[31]
- Todo sobre Nina (2018) ... Lake[32]
- El chicano (2018) ... La hembra[33]
- Visitantes (2014) ... Ana
- El libro de la vida (2014) ... La Catrina
- No Good Deed (2014)
- Los 33 (2014)
- El Crimen del Cácaro Gumaro (2014)
- Colosio: El asesinato (2012) ... Verónica
- K-11 (2011) ... Mousey
- Without Men (2011) ... Cleotilde
- The Miracle of Spanish Harlem (2010) ... Eva
- La misma luna (2008) ... Rosario[34]
- Julia (2008) ... Elena
- Por vida (2008) ... Esther
- El clavel negro (2007) ... Consuelo[35]
- Trade (2007)... Laura[36]
- La ciudad del silencio (2007) ... Elena[37]
- Lime Salted Love (2006) ... Isabella Triebel
- Bad Guys (2006) ... Zena
- Bordertown (2005)[38]
- American Visa (2005) ... Blanca
- Avisos de ocasión (2004) ... Amanda[39]
- Sendero mortal II (1999)
- Reclusorio (1997) ... Estrella Uribe (Segment "Sangre entre mujeres")
- Educación sexual en breves lecciones (1997) ... Ana
- Amor que mata (1994)
- Sendero equivocado (1993)
- Ambición sangrienta (1991)
- Las sobrinas del diablo (1983)
- El último escape (1980) ... Bárbara

### Col·laboracions en televisió
- Cuando conocí al Chapo (Documental per Netflix - 2017)[40]
- Premis Juventud 2005 ... Anfitriona[41]
- Otro rollo amb Adal Ramones... 10 de maig de 2005
- Premis Juventud (2004)[42]
- El Show de Cristina a l’episodi: "Kate del Castillo" 6 de desembre de 2004
- El Show de Cristina a l’episodi: "Erick del Castillo: esta es tu vida" 14 de juny de 2004
- La Riviera Maya (2004)
- Otro rollo (2000)
- Televiteatros (1993)
- Mujer, casos de la vida real a l’episodi: "Aunque parezca mentira" (episodis 11 i 12)

## Premis i reconeixements

### Premis Ariel
| Any  | Categoria     | Títol         | Resultat |
| ---- | ------------- | ------------- | -------- |
| 2005 | Millor actriu | American Visa | Nominat  |

### Premis Platino[43]
| Any  | Categoria                              | Títol        | Resultat |
| ---- | -------------------------------------- | ------------ | -------- |
| 2018 | Millor interpretació Femenina en sèrie | Ingobernable | Nominat  |

### Diosas de Plata
| Any  | Categoria                  | Títol                                              | Resultat  |
| ---- | -------------------------- | -------------------------------------------------- | --------- |
| 2015 | Millor Actriu              | Visitantes                                         | Nominat   |
| 2013 | Millor Coactuació Femenina | El asesinato                                       | Nominat   |
| 2011 | Trajectòria a l’estranger  | La Reina del Sur American Visa La misma Luna Trade | Guanyador |
| 2008 | Millor Actriu              | La misma Luna                                      | Nominat   |

### Premis TVyNovelas
| Any  | Categoria                 | Títol                     | Resultat  |
| ---- | ------------------------- | ------------------------- | --------- |
| 1999 | Millor actriu juvenil     | La mentira                | Nominat   |
| 1998 | Millor actriu juvenil     | Alguna vez tendremos alas | Nominat   |
| 1995 | Millor actriu juvenil     | Imperio de cristal        | Guanyador |
| 1992 | Millor revelació femenina | Muchachitas               | Nominat   |

### Festival de Cinema Iberoamericà de Huelva
| Any  | Categoria                         | Títol         | Resultat  |
| ---- | --------------------------------- | ------------- | --------- |
| 2006 | Colón de Plata a la Millor Actriu | American Visa | Guanyador |

### Premis People en Español
| Any  | Categoria                         | Títol            | Resultat  |
| ---- | --------------------------------- | ---------------- | --------- |
| 2011 | Millor parella (amb Rafael Amaya) | La reina del sur | Nominat   |
| 2011 | Millor parella (amb Iván Sánchez) | La reina del sur | Nominat   |
| 2011 | Millor Actriu                     | La reina del sur | Guanyador |

### Galardón a los Grandes (Mèxic) 2011
| Categoria    | Persona           | Resultat  |
| ------------ | ----------------- | --------- |
| gtrajectòria | Kate del Castillo | Guanyador |